# Cantón de Nolay
El cantón de Nolay era una división administrativa francesa, que estaba situada en el departamento de Côte-d'Or y la región de Borgoña.

## Composición
El cantón estaba formado por diecisiete comunas:
- Aubigny-la-Ronce
- Baubigny
- Chassagne-Montrachet
- Cormot-le-Grand
- Corpeau
- Ivry-en-Montagne
- Jours-en-Vaux
- La Rochepot
- Molinot
- Nolay
- Puligny-Montrachet
- Saint-Aubin
- Saint-Romain
- Santenay
- Santosse
- Thury
- Vauchignon

## Supresión del cantón de Nolay
En aplicación del Decreto n.º 2014-175 de 18 de febrero de 2014, el cantón de Nolay fue suprimido el 22 de marzo de 2015 y sus 17 comunas pasaron a formar parte; once del nuevo cantón de Arnay-le-Duc y seis del nuevo cantón de Ladoix-Serrigny.